# Citomegalovirus
Citomegalovirus (CMV) (de la cito- „celulă” via greacă κύτος kútos - „recipient, container” + μέγας mégas „mare” + - virus via latină vīrus „otravă”) este un gen de virusuri din ordinul Herpesvirales, din familia Herpesviridae, din subfamilia Betaherpesvirinae. Oamenii și primatele reprezintă gazdele naturale. Cele 11 specii din acest gen includ betaherpesvirusul uman 5 (HCMV, citomegalovirus uman, HHV-5), care este specia care infectează oamenii. Bolile asociate cu HHV-5 includ mononucleoza și pneumonia,  iar infecția congenitală poate duce la surditate, probleme de neurodezvoltare și afectarea vederii.
În literatura medicală, menționarea CMV fără specificații suplimentare taxonomice se referă implicit la CMV uman. CMV-ul uman este cel mai studiat dintre toate citomegalovirusurile.
Proteina MX2/MXB (supraregulată de inteferonul-alfa) a fost identificată ca un factor de restricție pentru herpesvirusuri, care acționează într-un stadiu incipient al ciclului de replicare, făcând parte din familia GTP-azelor.

## Taxonomie
În cadrul Herpesviridae, CMV aparține subfamiliei Betaherpesvirinae, care include și genurile Muromegalovirus și Roseolovirus (acesta din urmă cuprinzând herpesvirus uman 6 și herpesvirus uman 7). Este, de asemenea, înrudit cu alte herpesvirusuri din subfamilia Alphaherpesvirinae, care include virusurile herpes simplex 1 și 2 și virusul varicelo-zosterian, și cu herpesvirusuri din subfamilia Gammaherpesvirinae, care include virusul Epstein-Barr și herpesvirusul asociat sarcomului Kaposi (HHV-8).
Mai multe specii de Cytomegalovirus au fost identificate și clasificate pentru diferite mamifere. Cel mai studiat este citomegalovirusul uman (HCMV), cunoscut și sub numele de Betaherpesvirus uman 5 (HHV-5). Alte specii de CMV ce se regăsesc la primate includ: citomegalovirusul cimpanzeului (CCMV, numit și Panine beta herpesvirus 2 - PaHV-2, precum și Pongine betaherpesvirus 4 - PoHV-4) care infectează cimpanzeii și urangutanii, citomegalovirusul simian (SCCMV, numit și Cercopithecinae betaherpesvirus 5 - CeHV-5, și RhCMV, Cercopithecinae betaherpesvirus 8 - CeHV-8) și citomegalovirusul Rhesus (RhCMV), acestea două din urmă infectând macacii. Alți doi viruși găsiți la maimuța de noapte sunt clasificați provizoriu în genul Cytomegalovirus și sunt numiti Herpesvirus aotus 1 și Herpesvirus aotus 3. Rozatoarele au, de asemenea, virusuri ce au fost considerate citomegalovirusuri, dar care ulterior au fost reclasificate sub genul Muromegalovirus; acest gen conține Citomegalovirusul șoarecelui (MCMV), cunoscut și sub numele de Murid betaherpesvirus 1 (MuHV-1) și, strâng înrudit cu acesta, Murid betaherpesvirus 2 (MuHV-2) care se găsește la șobolani.

### Specii
Următoarele 11 specii sunt atribuite genului Citomegalovirus în ICTV 2022:
 
| - Cytomegalovirus aotinebeta1 - Cytomegalovirus cebinebeta1 - Cytomegalovirus cercopithecinebeta5 - Cytomegalovirus humanbeta5 | - Cytomegalovirus macacinebeta3 - Cytomegalovirus macacinebeta8 - Cytomegalovirus mandrillinebeta1 - Cytomegalovirus paninebeta2 | - Cytomegalovirus papiinebeta3 - Cytomegalovirus papiinebeta4 - Cytomegalovirus saimiriinebeta4 |

## Structura

Structura unui citomegalovirus

Citomegalovirusul uman are aproximativ 230 nm în diametru, fiind compus, de la interior spre exterior, dintr-o nucleocapsidă, un strat tegmentar și o anvelopă ce are o structură trilaminată. Capsida este icosaedrică, compusă din patru specii de proteine integrale, organizate în 162 de capsomeri (150 hexameri + 12 pentameri) și 320 de triplecși localizați între capsomeri. Regiunea tegumentară are o grosime de aproximativ 50 nm, iar anvelopa virală în jur de 10 nm. Ambele conțin atât proteine virale cât și ale celulelor gazdă, precum și fosfolipide, poliamine și mici framgente de ARN. Compoziția propriu-zisă depinde de sursa materialului viral și de modul de prelucrare al acestuia. 

## Genomul

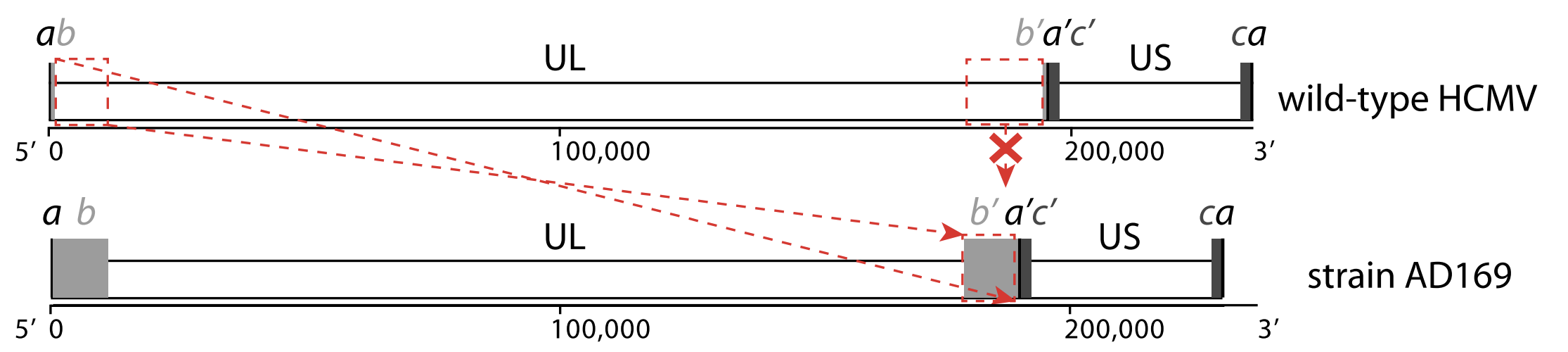
Genomul HCMV, specific clasei E a herpesvirusurilor. Regiunile unice lungi și scurte sunt indicate ca UL (Unique Long) și US (Unique Short). Regiunile repetate sunt indicate ca secvențe a, b și c, literele apostrofate reprezentând orientări inversate. Secvențele ab și b′a′ corespund secvențelor terminale/interne lungi repetate (TRL/IRL); secvențele a′c′ și ca corespund secvențelor terminale/interne scurte repetate (IRS/TRS). Sus: aranjament tipic al genomului tulpinilor sălbatice; jos : aranjamentul genomului tulpinii AD169, o tulpină prelucrată în laborator. Rearanjamentele genomice ce au loc în urma reproducerii repetate în culturi de laborator sunt indicate cu roșu, reflectând diferențele între configurațiile de tip sălbatic și cele de laborator.

Herpesvirusurile au unele dintre cele mai mari genomuri dintre virusurile umane, frecvent codificând sute de proteine. De exemplu, genomul ADN dublu catenar (dsDNA) al tulpinilor de HCMV de tip sălbatic (i.e. așa cum se găsește în natură, nealterat) are o dimensiune de aproximativ 235 kb și codifică cel puțin 208 proteine. Prin urmare, este cel mai lung genom dintre toate herpesvirusurile umane. Prezintă arhitectura caracteristică a genomului herpesvirusului de clasă E, constând din două regiuni unice (una lungă și una scurtă - vezi imaginea de mai sus), ambele flancate de o pereche de repetiții inversate (secvențe terminale/interne lungi repetate și scurte repetate). Ambele seturi de repetări împărtășesc o regiune de câteva sute de perechi de baze, așa-numita „secvență a”; celelalte regiuni ale repetărilor sunt uneori denumite „secvență b” și „secvență c”.

## Ciclul de viață
Replicarea virală este nucleară și lizogenă. Intrarea în celula gazdă se realizează prin atașarea glicoproteinelor virale la receptorii gazdă, care mediază endocitoza. Replicarea urmează modelul de replicare bidirecțională dsDNA. Transcripția la ARNm are loc după metoda catenei șablon, iar îmbinarea ulteioară a exonilor este diferențială (mecanism de îmbinare alternativă). Virusul iese din celula gazdă prin mecanismul de secesiune nucleară (engl. "nuclear egress"), care presupune inițial transferarea neuclocapsidei în spațiul perinuclear, adăugarea la capsida inițială a unui complex de secesiune nucleară care va facilita eliberarea capsidei din spațiul perinuclear în citoplasmă. Acest proces de secesiune nucleară, nou descoperit, are loc atunci când pornii nucleari sunt prea mici pentru a permite pasajul nucleocapsidelor. Translația ARNm-ului viral are loc prin mecanismul scanării ratate (engl. "leaky scanning") care presupune inițierea translației în aval (sau amonte) de codonul normal de start. Oamenii și maimuțele servesc drept gazde naturale. Căile de transmitere depind de intrarea în contact cu fluidele corporale (saliva, urina și secrețiile genitale) de la o persoană infectată.
| Gen             | Gazde           | Tropismul tisular  | Intrare în celulă        | Ieșire din celulă | Loc de replicare | Loc de asamblare  | Transmitere                |
| --------------- | --------------- | ------------------ | ------------------------ | ----------------- | ---------------- | ----------------- | -------------------------- |
| Citomegalovirus | oameni; maimuțe | Mucoasa epitelială | via glicoproteine virale | înmugurire        | Nucleu           | Nucleu/Citoplasmă | Urină; salivă; congenitală |

Toate herpesvirusurile au capacitatea caracteristică de a rămâne latente în organism pe perioade lungi. Deși se pot regăsi oriunde în organism, infecțiile cu CMV sunt cel mai frecvent asociate cu glandele salivare la oameni și alte mamifere.

## Inginerie genetică
Promotorul CMV este frecvent inclus în vectorii utilizați de ingineria genetică, întrucât are o capacitate crescută de a determina expresia constitutivă a genelor de sub controlul său în celulele de mamifere.

## Istorie
Citomegalovirusul a fost prima dată observat de către patologul german Hugo Ribbert, în 1881, în țesutul renal al unui copil născut mort. El a descris o serie de incluziuni omogene în nucleele celulare, clar separate de acestea din urmă. În 1907, incluziuni similare au fost descoperite de Ribert și echipa sa în glandele parotide ale unor copii cu vârsta de până la 2 ani. Mult mai târziu, între 1956 și 1957, Thomas Huckle Weller împreună cu Smith și Rowe au izolat independent virusul, cunoscut ulterior ca „citomegalovirus” (termen propus de Weller în 1960). În 1990, a fost publicată prima schiță a genomului citomegalovirusului uman, cel mai mare genom contiguu la acel moment. Primul antiviral aprobat pentru tratarea HCMV a fost Ganciclovirul.